# Jigmé Rinpoché
Lama Jigmé Rinpoché, aussi appelé Jigmé Rinpoché (né le 15 août 1949, à Dergué dans le Kham) est un auteur et enseignant de l'école Karma Kagyu du bouddhisme tibétain. Né dans la famille de Rangjung Rigpe Dorje, le 16e karmapa, il est le frère du 14e Shamar Rinpoché, Mipham Chokyi Lodro. Le 16e karmapa a nommé Jigme Rinpoché comme son représentant européen. Il lui a demandé de superviser le développement d'un shedra (université), d'une bibliothèque, d'un centre de retraite et d'un monastère à Dhagpo Kagyu Ling en Dordogne en France, où Jigmé Rinpoché est actuellement le principal représentant de Trinley Thayé Dorjé et chef du monastère,,,.

## Biographie
Le 13 mars 1959, Jigmé Rinpoché fuit lors du soulèvement tibétain de 1959, en compagnie du 16e karmapa et d'autres hauts lamas. Ils ont quitté Tsourphou par la frontière du Bhoutan à pied et à cheval. Le karmapa a reconstruit le monastère de Rumtek au Sikkim afin de préserver les enseignements. C'est là que Jigmé Rinpoché a reçu toutes les transmissions directement du karmapa, aux côtés des détenteurs de la lignée Karma Kagyu. De 1961 à 1970, Jigmé Rinpoché est l'assistant du karmapa au monastère de Rumtek.
Jigmé Rinpoché accompagne le 16e karmapa lors de son voyage de Rumtek vers l'Europe en 1974. Au cours de cette visite, Rangjung Rigpe Dorje désigne une propriété que lui a léguée Bernard Benson en Dordogne comme siège central de son activité. Il demande à Jigmé Rinpoché d'y vivre et de superviser la construction et le développement spirituel. Il demande également à Gendün Rinpoché et à Pawo Rinpoché de déménager sur la propriété. Lorsque le 16e karmapa a nommé Jigmé Rinpoché comme directeur de Dhagpo Kagyu Ling, il a dit : « En la personne de Lama Jigmé Rinpoché, je vous laisse mon cœur ». Jigmé Rinpoché a agi en tant que représentant de Rumtek dans plusieurs pays européens (le siège de la lignée Karma Kagyu en Inde après avoir quitté le Tibet) à partir de 1980.
En 1977, le 16e karmapa fit un second voyage en Occident. La donation de la propriété en France a été finalisée. Karmapa a béni le site et a donné au centre son nom définitif de Dhagpo Kagyu Ling, du nom du site où le détenteur de la lignée historique Gampopa a enseigné.
Lama Jigmé Rinpoché est un des lamas qui rendent visite au 16e karmapa lors de son hospitalisation à Chicago où ce dernier est mort en 1981 ,.

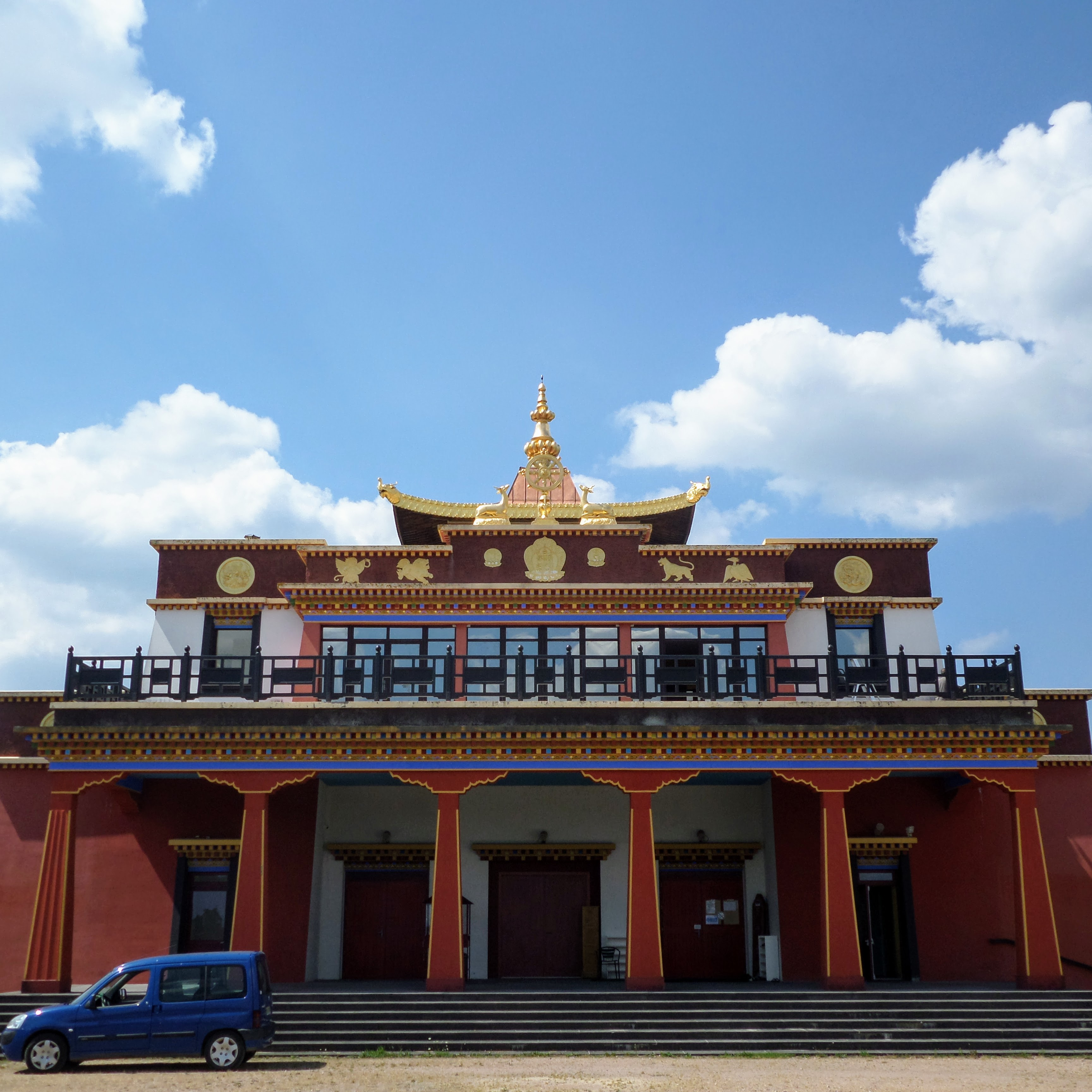
Extérieur du temple Dhagpo Kundreul Ling

Lama Jigmé Rinpoché est le responsable de la congrégation Dhagpo Kagyu Ling en Dordogne, Dhagpo Paris et depuis 2008 Dhagpo Bordeaux. Il est également responsable de Dhagpo Kundreul Ling, monastère bouddhiste du Bost, à Biollet, le plus grand monastère bouddhiste d'Europe. En 2007, un héritier belge lui donne une propriété de deux hectares située à Roquefort-les-Pins, Lama Jigmé Rinpoché devenant ainsi directeur spirituel d'un des plus grands centres bouddhiques européens
Jigmé Rinpoché est devenu citoyen français,.
Jigmé Rinpoché est reconnu comme la réincarnation d'un maître réalisé

## Activités

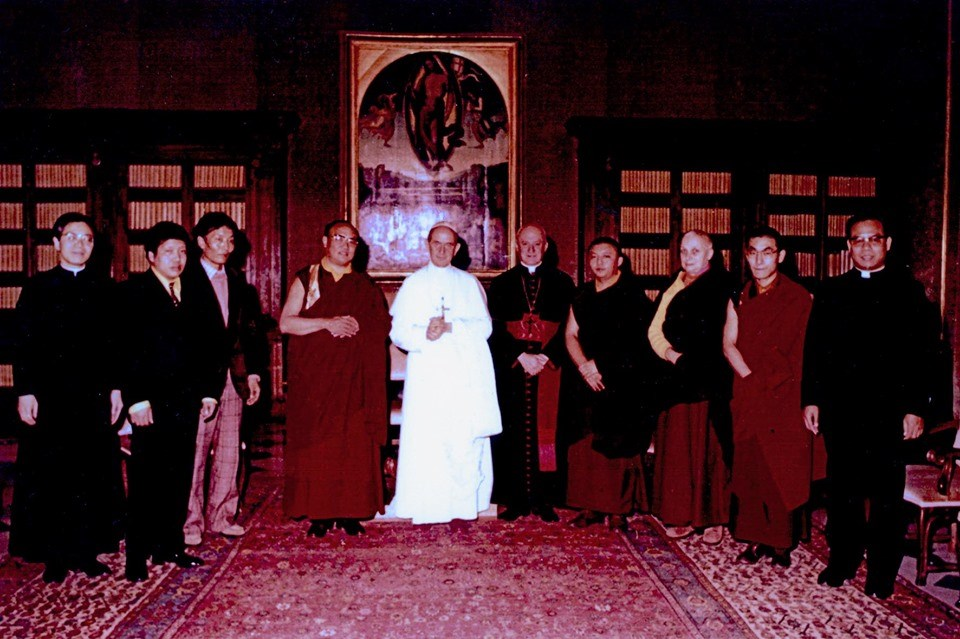
Rangjung Rigpe Dorje, 16e karmapa avec le pape Paul VI et Jigmé Rinpoché (deuxième à droite du pape) au Vatican le 17 janvier 1975

Jigmé Rinpoché a joué un rôle important dans l'introduction du bouddhisme tibétain en Occident à travers l'établissement de Dhagpo Kagyu Ling en France, qui a été appelé le "centre mère" du bouddhisme en France, et qui reçoit des visiteurs intéressés à en apprendre davantage sur le bouddhisme de tous sur la France tout au long de l'année. En outre, Dhagpo Kagyu Ling a agi en tant que dépositaire des enseignements bouddhistes, avec 20 à 30 000 textes sur microfiches stockés dans ses bibliothèques. Jigmé Rinpoché voyage aussi régulièrement dans toute la France pour dispenser des enseignements bouddhiques. Il est l'auteur de plusieurs livres sur le bouddhisme. Des extraits des conférences publiques de Jigmé Rinpoché sur divers sujets bouddhistes, y compris l'accomplissement d'avantages ou de mérites, la transmission Karma Kagyu, la méditation du gourou yoga, le 16e Karmapa et le bouddhisme Karma Kagyu en Occident, ses expériences avec le 16e Karmapa,, et le travail avec les émotions ont été traduits et publiés en anglais dans le périodique Buddhism Today.
Jigmé Rinpoché a reçu toutes les initiations et enseignements importants du 16e karmapa, et a pu les transmettre à ses proches élèves. Jigmé Rinpoché était proche de Gendün Rinpoché, Pawo Rinpoché, Kalou Rinpoche et Dilgo Khyentse. Il a reçu des initiations et des enseignements d'eux ainsi que de nombreuses initiations et enseignements d'importants lamas nyingmapa, dont Dudjom Rinpoché.

## Publications

### Auteur principal
- Un chemin de sagesse, 2012, 2017, éd. Rabsel,  (ISBN 9791093883175 et 9782953721645), (en) A Path of Wisdom. Rabsel Publications (2019),  (ISBN 9782953721652)
- Manuel des héros ordinaires. La voie des bodhisattavas, éd. Rabsel,  (ISBN 979 10 93883 07 6), (en) The Handbook of Ordinary Heroes: The Bodhisattvas' Way". Rabsel Publications (2019)  (ISBN 9782360170036)
- Au cœur des émotions, traduction d’Audrey Desserrières, éd. Rabsel  (ISBN 979 10 93883 30 4) (en) Working with the Emotions (Bodhi Path Buddhist Teachings). CreateSpace Independent Publishing Platform (2004),  (ISBN 978-1724834386)
- Les Mots-Clés du bouddhisme, éd. Michel Lafon, 2004,  (ISBN 2-84098-973-5)
- La Méditation dans l'Action, traduction Coline Enlart, éd. Dzambala, 1996, 1999,  (ISBN 978-2-906940-12-3 et 2 906940 12 7)
- A… comme Bouddha !, recueillis et retranscrits par Daniela Muggia, Plazac, éd. Amrita, 1997
- Vivre libre. Conseils aux adolescents éd. Dzambala,  (ISBN 2906940186 et 978 2 9069 4018 5)

### Contributions
- Michaël de Saint-Cheron, La condition humaine et le temps, dialogues avec Élisabeth Badinter, Jacques Attali, François Gros, Lama Jigmé Rinpoché, éd. Dervy, 26 mars 2001,  (ISBN 2844540783 et 978-2844540782)
- Frédéric Lenoir, Le Moine et le Lama, dialogues entre Robert Le Gall et Lama Jigme Rinpoché, Fayard,  (ISBN 2213607109) (en) The Monk and the Lama: The Heart of Buddhist Meditation. Fayard (2013),  (ISBN 978-3944885209)
- Dominique Lormier, Histoires extraordinaires du bouddhisme tibétain, Gollion et Paris, éd. Infolio, coll. « Le maître et le disciple », 2 novembre 2006, 185 p., 21 cm (ISBN 2-88474-608-0, BNF 40148233), Lama Jigmé est interviewé dans l'ouvrage.
- René Morlet, Le bouddhisme tibétain et ses grands maîtres réincarnés, Paris, L'Harmattan, 2011, 412 p. (ISBN 2296560628), Lama Jigmé, O-rgyan-ʼphrin-las-rdo-rje, Bokar et Ananda Trinlay Massoubre sont interviewés dans l'ouvrage.
- Patrick Barrau, Pierre Saurel, Jigmé Rinpoché, Être serein et efficace au travail. Conseils d'un coach et d'un lama, éditions Presses de la Renaissance, 2005,  (ISBN 9782856169315)
- Martine Renaud-Boulart, Coacher avec le bouddhisme. Pacifier sa relation au pouvoir, collectif, éditions Eyrolles, 2010,  (ISBN 9782212099676) comporte une interview de Lama Jigmé Rinpoché
- (en) Gerd Bausch, "Radiant Compassion, The Life of the 16th Gyalway Karmapa, Volume 1." 2018, p. 265-271

### ÉmissionSagesses bouddhistes(France 2)
- «Dharma et management en entreprise » avec Bernard Leblanc-Halmos, 3 avril 2011[39]
- « Un regard bouddhiste pour une vie de famille heureuse », 21 juillet 2013[40]
- « Amour et compassion dans le chaos des temps présents » 18 août 2013[41]